# Селэгвож (посёлок)
 Селэгвож  — посёлок в Удорском районе Республики Коми в составе городского поселения Междуреченск.

## География
Расположен у железнодорожной линии Микунь-Кослан (станция Селэгвож) на расстоянии примерно 23 км на юго-запад по прямой от районного центра села Кослан и 8 км на север от центра поселения поселка Междуреченск.

## История
Основан в 1966 году при строительстве железной дороги Микунь-Кослан.

## Население
Постоянное население составляло 225 человек (русские 79 %) в 2002 году, 107 в 2010.